# Гладенька мускулатура

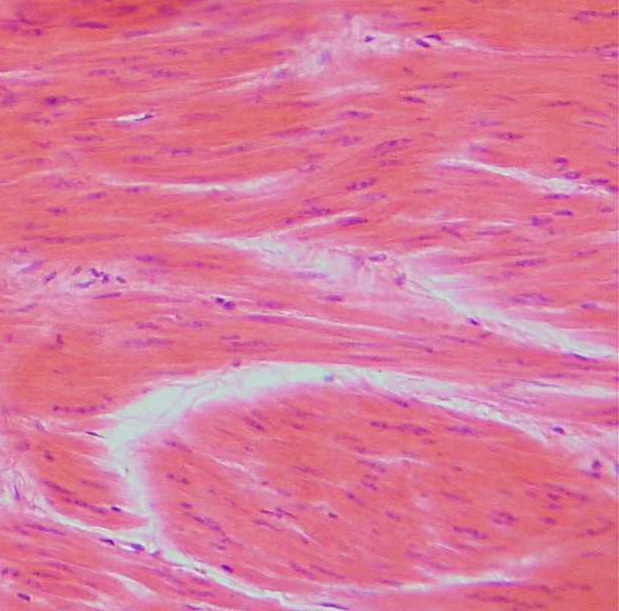
Непосмуговані м'язи, забарвлення гематоксиліном-еозином

Гладенька мускулатура (непосмугована м'язова тканина, гладенька м'язова тканина) — один із типів м'язової тканини, що складається із великих веретеноподібних клітин, міоцитів, без поперечної посмугованості із одним центральним ядром, міститься у стінках порожнистих органів, крім серця, зокрема в кровоносних судинах, травному тракті, матці, сечоводах, сечовому міхурі, сечівнику тощо. Основною функцією гладеньких м'язів є просування рідин і об'єктів вздовж внутрішніх шляхів, завдяки ритмічному скороченню. Оскільки вони іннервуються вегетативною нервовою системою, скорочення непосмугованих м'язів відбувається мимовільно, тобто не може регулюватись свідомо. Гладенька мускулатура розвивається із мезенхіми за рахунок розмноження й ущільнення її клітин.